# 但馬コウノトリ保存会
但馬コウノトリ保存会（たじまこうのとりほぞんかい）は兵庫県にあった組織。1955年（昭和30年）に官民共同の「コウノトリ保護協賛会」として結成され、1958年（昭和33年）に「但馬コウノトリ保存会」に改称した。絶滅の危機に瀕していた国の特別天然記念物であるコウノトリの保護増殖を目的として活動した。

## 概要
1955年、山階鳥類研究所の創設者、山階芳麿博士より「兵庫県に生息するコウノトリはきわめて珍しく、貴重な存在、なんとか保護の手を差し伸べなければならない」との通達をうけた坂本勝兵庫県知事が「こうの鳥保護協賛会」を発足させたのが始まりである。
坂本勝は絶滅の危機に瀕していたコウノトリの種の保存を提唱し、知事自らを名誉会長、豊岡市長を会長として1955年11月に「こうの鳥保護協賛会」を発足、3年後の1958年に「但馬コウノトリ保存会」と改称した。保護活動をはじめ人工巣塔を建設するなど26年にわたって幅広く展開した。1981年より活動は豊岡市、兵庫県立コウノトリの郷公園、コウノトリ保護増殖センターに受け継がれた。
豊岡市では2002年（平成14年）に企画部内にコウノトリ共生推進課を設置。2006年（平成18年）にコウノトリ共生推進課は部に昇格してコウノトリ共生部となった。
豊岡市は組織改編により2023年（令和5年）3月末でコウノトリ共生部を廃止し、4月から新部署に引き継ぐことになった。

## 沿革
- 1955年11月14日 - こうの鳥保護協賛会が発足
- 1958年7月 - 但馬コウノトリ保存会に改称
- 1959年2月 - 保存会が人工巣塔を建設、「そっとする運動」を開始
- 1965年 - 保存会が1つがいを捕獲し、人工飼育を始める
- 1971年 - 日本で最後のコウノトリが死亡、野生コウノトリが絶滅
- 1981年 - 但馬コウノトリ保存会が豊岡市に移管